# Albert LeRoy Andrews
Albert LeRoy Andrews ( Massachusetts, 1878- 1961) fue un filólogo, botánico, briólogo, curador y profesor estadounidense.

## Biografía
Tuvo una larga y prestigiosa carrera de estudio de lenguas germánicas y de filología. Al mismo tiempo, se abocó en las briófitas. Su esfuerzo, de toda la vida, con musgos y hepáticas le ganarían una reputación como uno de briólogos más importantes del mundo. Realizó recolecciones en Islandia y en Groenlandia.
Creció en Williamstown, pero la falta de un buen programa de la botánica en el cercano College Williams llevó a Andrews a estudiar idiomas allí. Se graduó en Williams en 1899 y recibió su maestría de Williams en 1902. A raíz de sus estudios de posgrado en alemán en la Universidad de Harvard, y puestos docentes breves en la Universidad de Virginia Occidental y Darmouth College, Andrews estudió en Berlín, Kiel, Oslo, Copenhague y recibió su Ph.D. de Kiel en 1908. Fue entonces cuando Andrews se unió al Departamento de alemán en la Universidad de Cornell para enseñar lenguas alemanas y escandinavas. Se convirtió en profesor adjunto en 1919, profesor en 1931 y profesor Emérito en 1946.

## Honores
Miembro
- Botanical Society of America
- Sociedad Geológica de América
- American Association for the Advancement of Science
- Torrey Botanical Society
- La abreviatura «A.L.Andrews» se emplea para indicar a Albert LeRoy Andrews como autoridad en la descripción y clasificación científica de los vegetales.[4]